# Железнодорожный район (Барнаул)
Железнодоро́жный райо́н — район в городе Барнауле.

## География
Занимает географический центр города. Большую часть территории занимает частный сектор. Лишь на востоке находятся крупные жилые кварталы, железнодорожный вокзал, площадь Октября (часть), площадь Сахарова, площадь Советов, Правительство Алтайского края, Алтайский государственный университет, Алтайский государственный аграрный университет, Алтайский государственный педагогический университет, бульвар Защитников Сталинграда.
Территория района: 15,5 км².
В районе 120 улиц общей протяжённостью 142 км. Основные: проспект Ленина, проспект Строителей, Социалистический проспект, Красноармейский проспект, Павловский тракт, улица Матросова, улица Юрина, Северо-Западная улица, Брестская улица, Молодёжная улица, Улица Гущина. Бульвар Защитников Сталинграда.

## История и хозяйство района
Один из старейших районов города. Был образован 7 февраля 1938 года постановлением президиума Барнаульского горсовета вместе с Центральным и Октябрьским районами.
История его возникновения и развития района тесно связана со строительством Барнаульского железнодорожного узла. На территории вокруг железнодорожной станции начал формироваться промышленный комплекс, который постепенно превратился в экономический район города — Железнодорожный. Вместе с сооружением железной дороги бурными темпами шло возведение моста через реку Обь, железнодорожного вокзала, паровозного депо, железнодорожных мастерских и пристанционных служб.

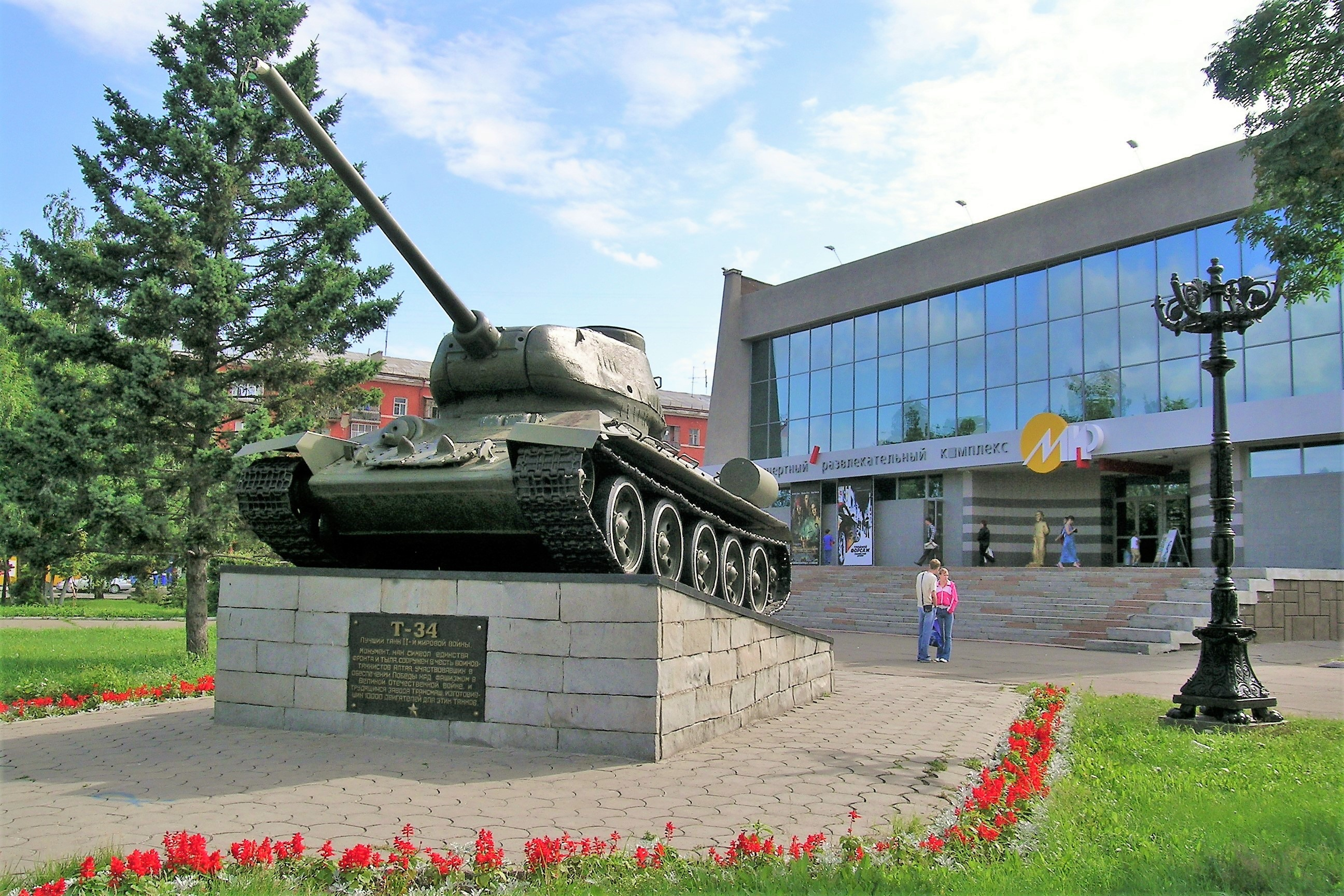
Танк Т-34-85 перед кинотеатром «Мир»

С вводом в действие железнодорожной магистрали произошёл переворот в жизненном укладе Барнаула. В городе начал формироваться новый профессиональный отряд рабочих — железнодорожников, которые селились в новом районе, по обеим сторонам железнодорожной выемки.
Период Великой Отечественной войны стал важным этапом в становлении промышленности района. В 1941 году из Одессы и Москвы были эвакуированы предприятия, которые выросли в крупные промышленно-хозяйственные комплексы. Такие как, Барнаульский завод мехпрессов, завод «Геофизика», Барнаульский химический завод, радиозавод, Барнаульский маслобойный завод и другие.
В 1972 году из частей Железнодорожного и Октябрьского районов был выделен Ленинский район.
На территории района расположены три вуза:Алтайский государственный педагогический университет, ведущее образовательное учреждение педагогического профиля на Алтае и Алтайский государственный аграрный университет, единственный на территории Алтайского края вуз, готовящий специалистов сельского хозяйства высшей квалификации, Алтайский Государственный университет.

## Население
| 1939     | 1959     | 1970     | 1979     | 1989     | 2010     | 2012     |
| -------- | -------- | -------- | -------- | -------- | -------- | -------- |
| 45 881   | ↗107 508 | ↗181 535 | ↘135 806 | ↘131 306 | ↘113 970 | ↗116 032 |
| 2013     | 2014     | 2015     | 2016     | 2017     | 2018     | 2019     |
| ↗117 628 | ↘117 050 | ↘116 545 | ↘115 241 | ↘113 293 | ↘112 824 | ↗113 120 |
| 2020     | 2021     |          |          |          |          |          |
| ↗113 528 | ↘103 641 |          |          |          |          |          |

## Культура и спорт
На территории района находятся выставочный зал Союза художников Алтая, Алтайский краевой театр драмы им В. М. Шукшина, Дворец культуры ПАО «Сибэнергомаш», киноконцертный развлекательный комплекс «Мир», памятник Высоцкому, памятник Цою.
В районе действуют центр художественного творчества учащихся профтехобразования, студенческие клубы педагогического и аграрного университетов,3 кинотеатра, 6 библиотек, детская музыкальная школа № 2.
Здесь есть спортивные объекты: Титов арена (дворец зрелищ и спорта), спорткомплексы «Обь», «Аврора», спорткомплексы при высших учебных заведениях. Работают 5 детско-юношеских спортивных школ, 3 бассейна, 7 лыжных баз, 4 хоккейные коробки, 3 спортивно-оздоровительных комплекса, 6 библиотек, 1 музыкальная школа.

## Руководители района
- Быков Иван Семёнович, 1938—1952,

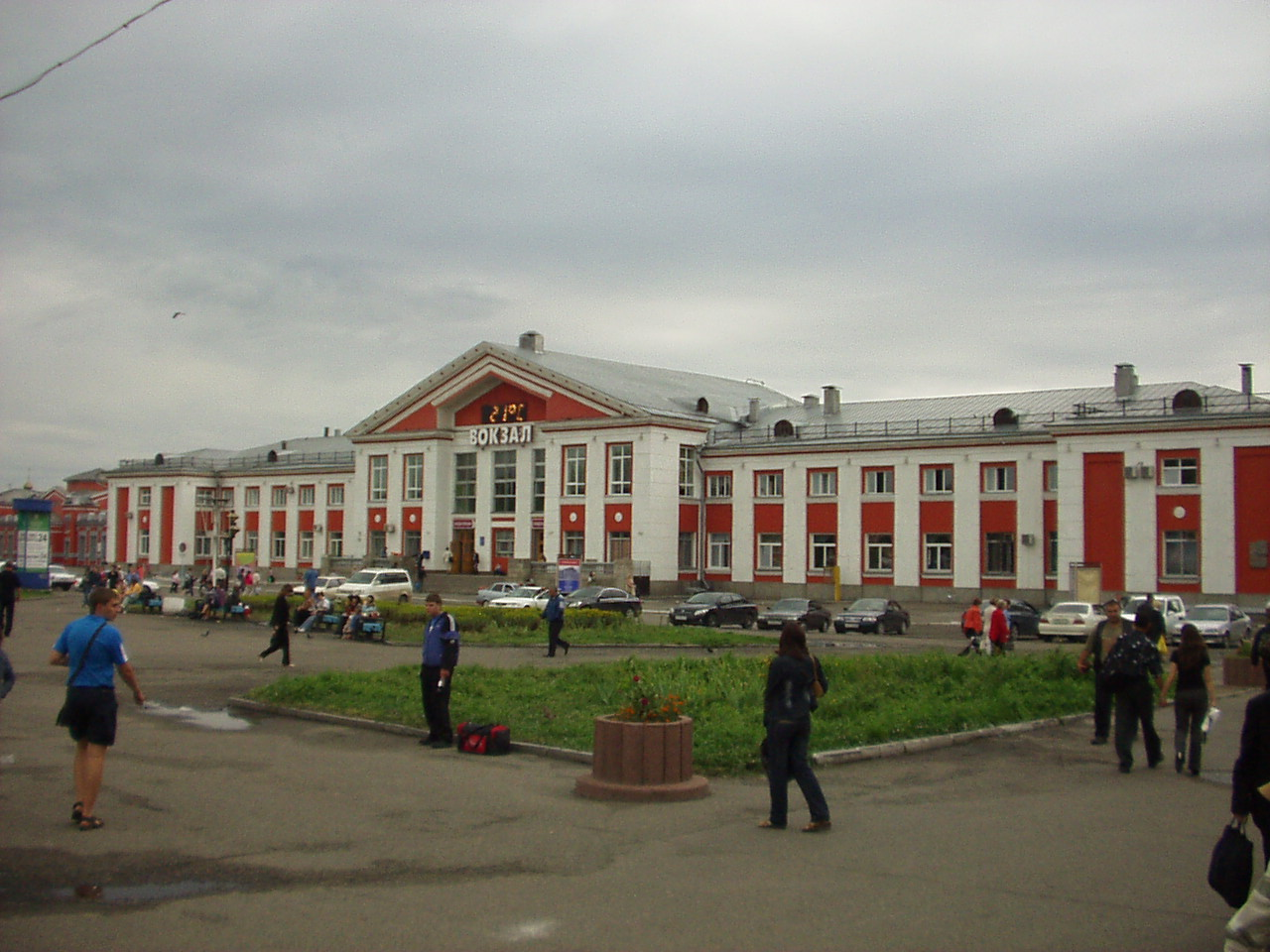
Железнодорожный вокзал

- Журавлёв Иван Васильевич, 1953—1963,
- Горбатенко Александр Никифорович, 1963—1980,
- Желябовский Анатолий Семёнович, 1980—1983,
- Кузнецов Владимир Фёдорович, 1983—1986
- Стоянков Михаил Алексеевич, 1986,
- Петров Юрий Михайлович, 1986—2003,
- Щетинин Михаил Павлович, 2003—2006,
- Воронков Анатолий Филиппович, 2006—2011,
- Звягинцев Михаил Николаевич, 2011—2023,
- Курышин Андрей Александрович, 2023-2024
- Данькин Андрей Анатольевич, 2024 – н.в.